# Max Bolkart
Max Bolkart, nemški smučarski skakalec, * 29. julij 1932, Oberstdorf, Nemčija, † 26. april 2025.
Bolkart je nastopil na treh Zimskih olimpijskih igrah, v letih 1956 v Cortini d'Ampezzo, kjer je bil na veliki skakalnici četrti, 1960 v Squaw Valleyju, kjer je bil na veliki skakalnici šesti, in 1964 v Innsbrucku, kjer je bil na veliki skakalnici sedemintrideseti. Največji uspeh kariere je dosegel z osvojitvijo Novoletne turneje v sezoni 1959/60, ko je zmagal na tekmah v Oberstdorfu, Garmisch-Partenkirchnu in Innsbrucku, na zadnji tekmi v Bischofshofnu pa je bil peti. To so bile tudi njegove edine tri posamične zmage v karieri. Leta 1958 je postavil rekord v smučarskih skokih s 139 metri na Letalnici Heini Klopfer, rekord je veljal tri leta. Leta 1958 je zmagal na Pokalu Kongsberg v Garmisch-Partenkirchnu.